# Parotis vernalis
Parotis vernalis là một loài bướm đêm trong họ Crambidae.